# Muzeul Național de Istorie a României

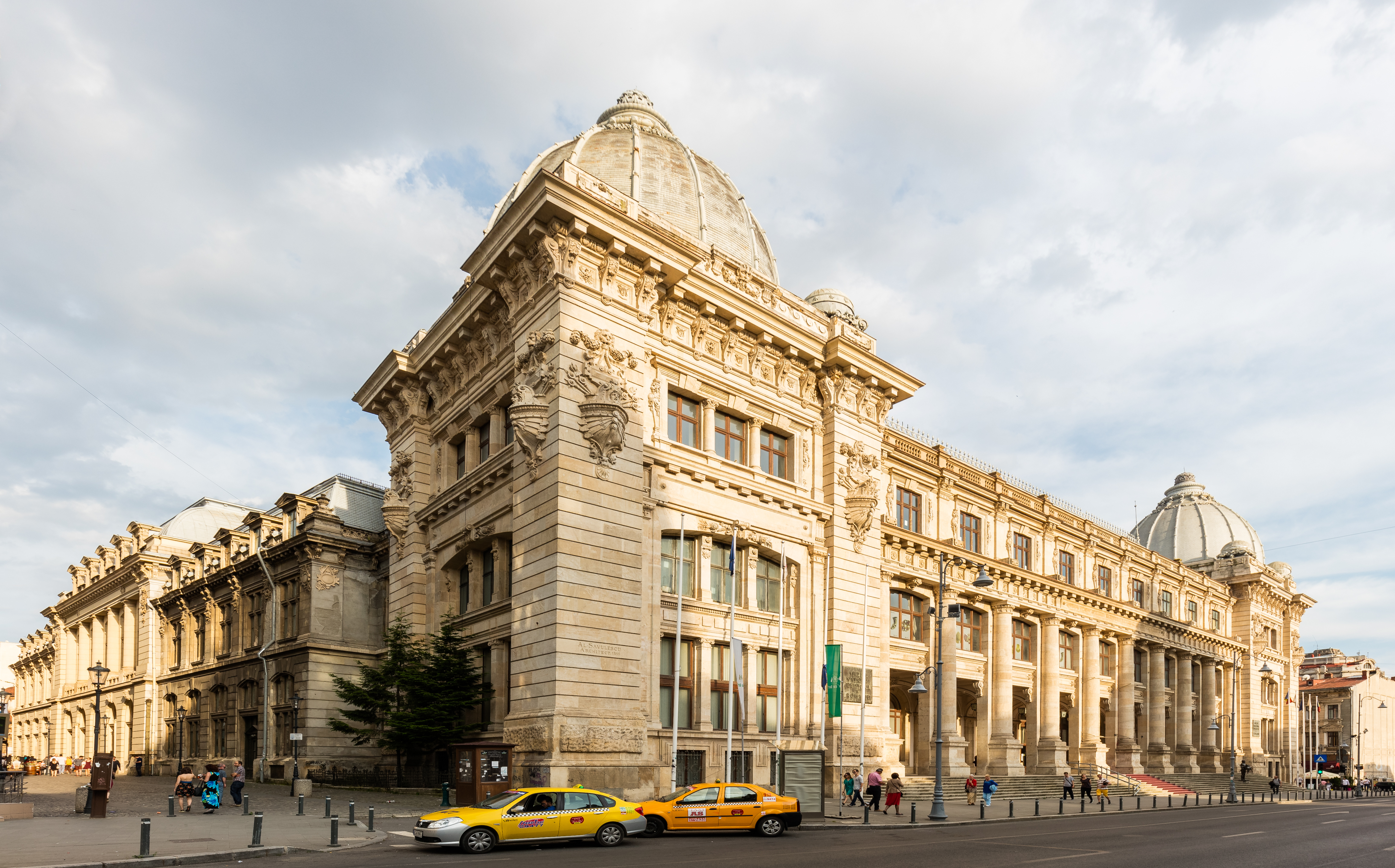
Muzeul Național de Istorie a României

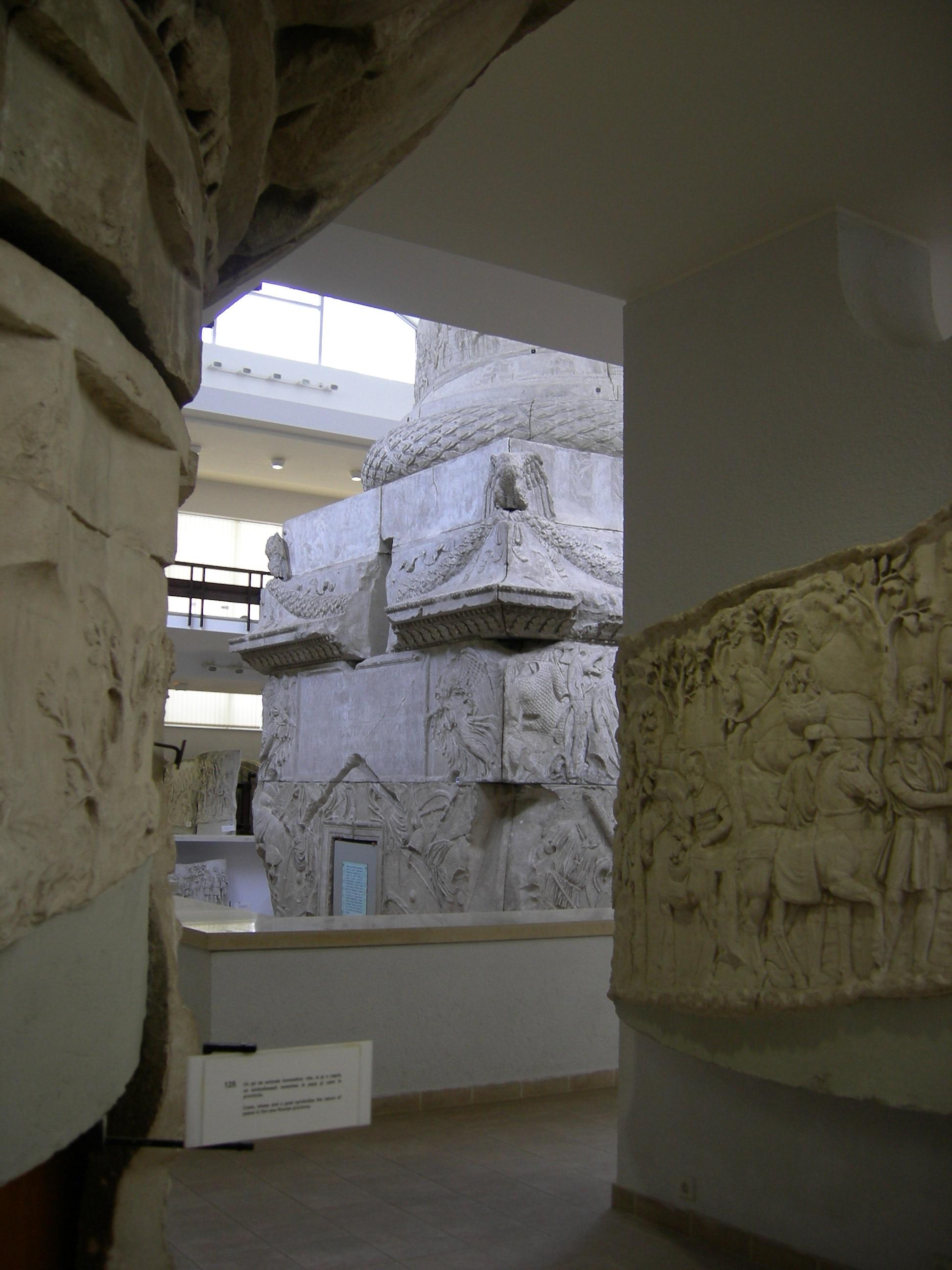
Trajans-Säule

Das Muzeul Național de Istorie a României (Nationales Museum der Geschichte von Rumänien) ist ein Museum an der Calea Victoriei in Bukarest, Rumänien, das Zeugnisse der rumänischen Geschichte von der Prähistorie bis heute zeigt. Die Dauerausstellung umfasst einen Gipsabguss der Trajanssäule und die rumänischen Kronjuwelen.
Das Museum befindet sich zusammen mit einem philatelistischen Museum im ehemaligen Palast der Post.

## Geschichte
Das Gebäude des ehemaligen Postpalastes wurde 1892 genehmigt. Der Architekt Alexandru Săvulescu besuchte gemeinsam mit dem Postinspektor Ernest Sturza mehrere Postgebäude in Europa (u. a. in Genf), um sich für den Entwurf inspirieren zu lassen. Der Baustil ist eklektisch, mit einer Vorhalle, die von zehn dorischen Säulen getragen wird, und einer Plattform mit zwölf Stufen entlang der gesamten Fassade. Das Gebäude verfügt über ein hohes Kellergeschoss und drei Obergeschosse.

## Allgemeine Daten
- Gesamtfläche: über 8.000 m²
- Anzahl der Säle der Dauerausstellung: etwa 60

## Dauerausstellung
Enthält u. a.:
- Gipsabguss der gesamten Trajanssäule („Columna lui Traian“)
- Rumänische Kronjuwelen
- Den Schatz von Pietroasele (Tezaurul de la Pietroasele) sowie Prunkstücke wie den Helm von Coțofenești und das Armreif‑Ensemble von Apahida.

## Restaurierungen und archäologische Entdeckungen
Seit 2007 befindet sich das Museum in einem umfassenden Restaurierungs- und Sanierungsprozess. Während der Arbeiten wurde unter den Fundamenten ein mittelalterlicher archäologischer Fundplatz entdeckt, der aus der Zeit des Fürstentums Walachei stammt.

## National bedeutsamer Vorfall – Diebstahl des „Helms von Coțofenești“
- Am 25. Januar 2025 wurde der Helm von Coțofenești (ein goldener geto‑dakischer Helm aus dem 4. Jahrhundert v. Chr.), der dem Drents Museum in Assen (Niederlande) für eine temporäre Ausstellung ausgeliehen war, gestohlen.
- Am 28. Januar 2025 entließ der rumänische Kulturminister den damaligen Museumsdirektor Ernest Oberländer, mit der Begründung, er habe das nationale Kulturerbe nicht ausreichend geschützt.

## Galerie (Auswahl)

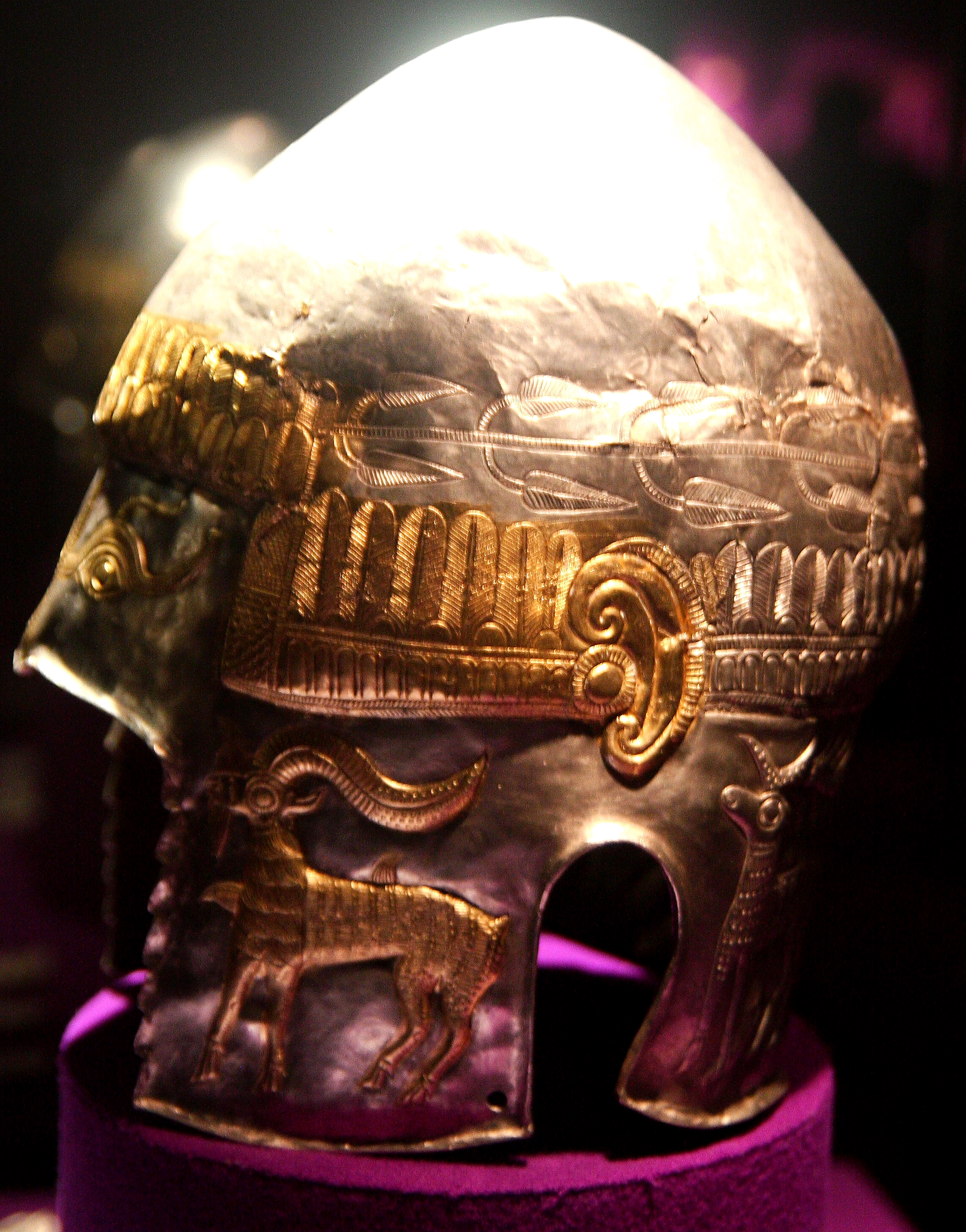
Geto‑dakischer Helm (Exemplar Agighiol), Inventarnummer 11181, ausgestellt im Museum
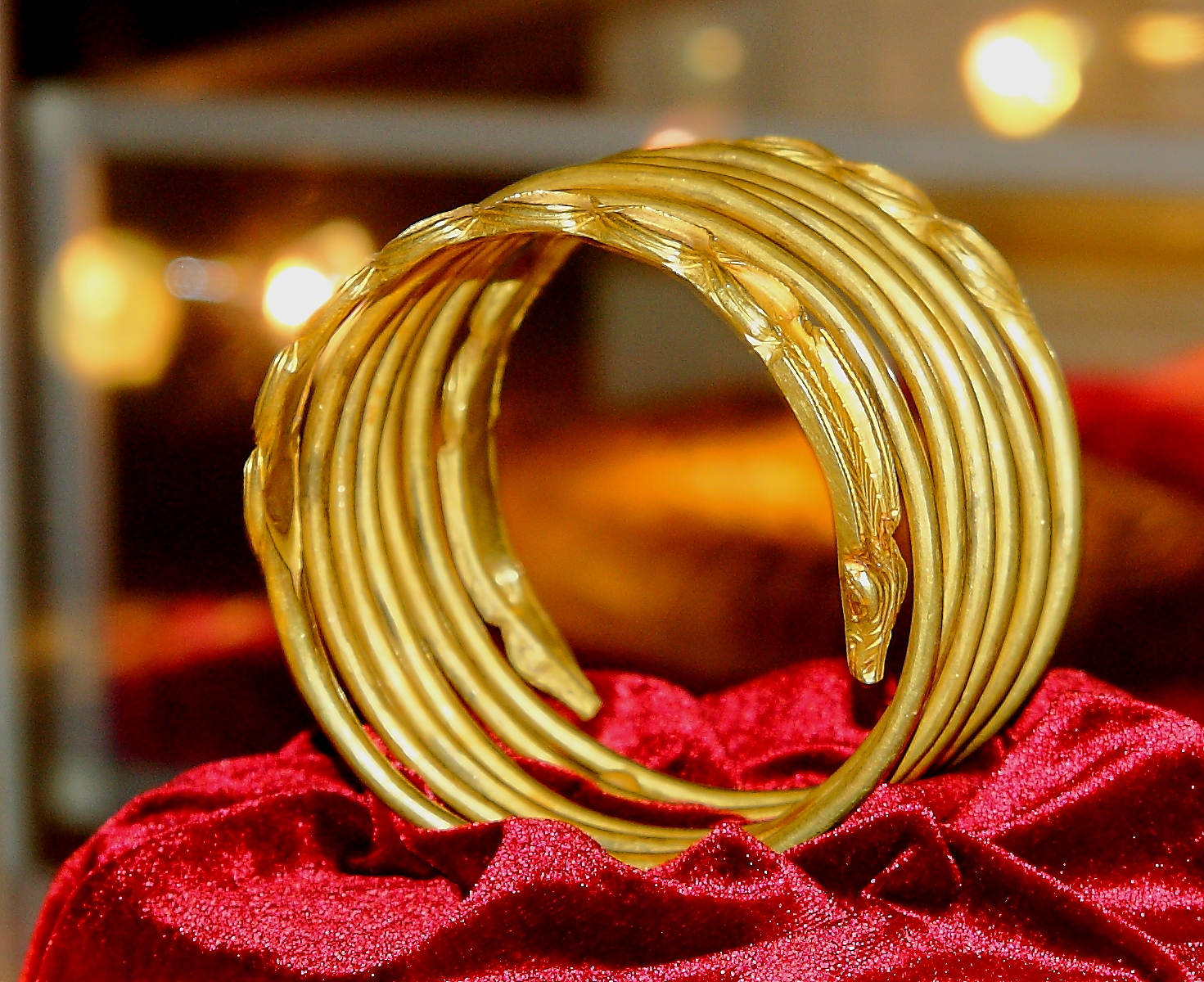
Dakischer Goldarmreif (2. Jh. v. Chr. – 1. Jh. n. Chr.), Teil der Museumsausstellung
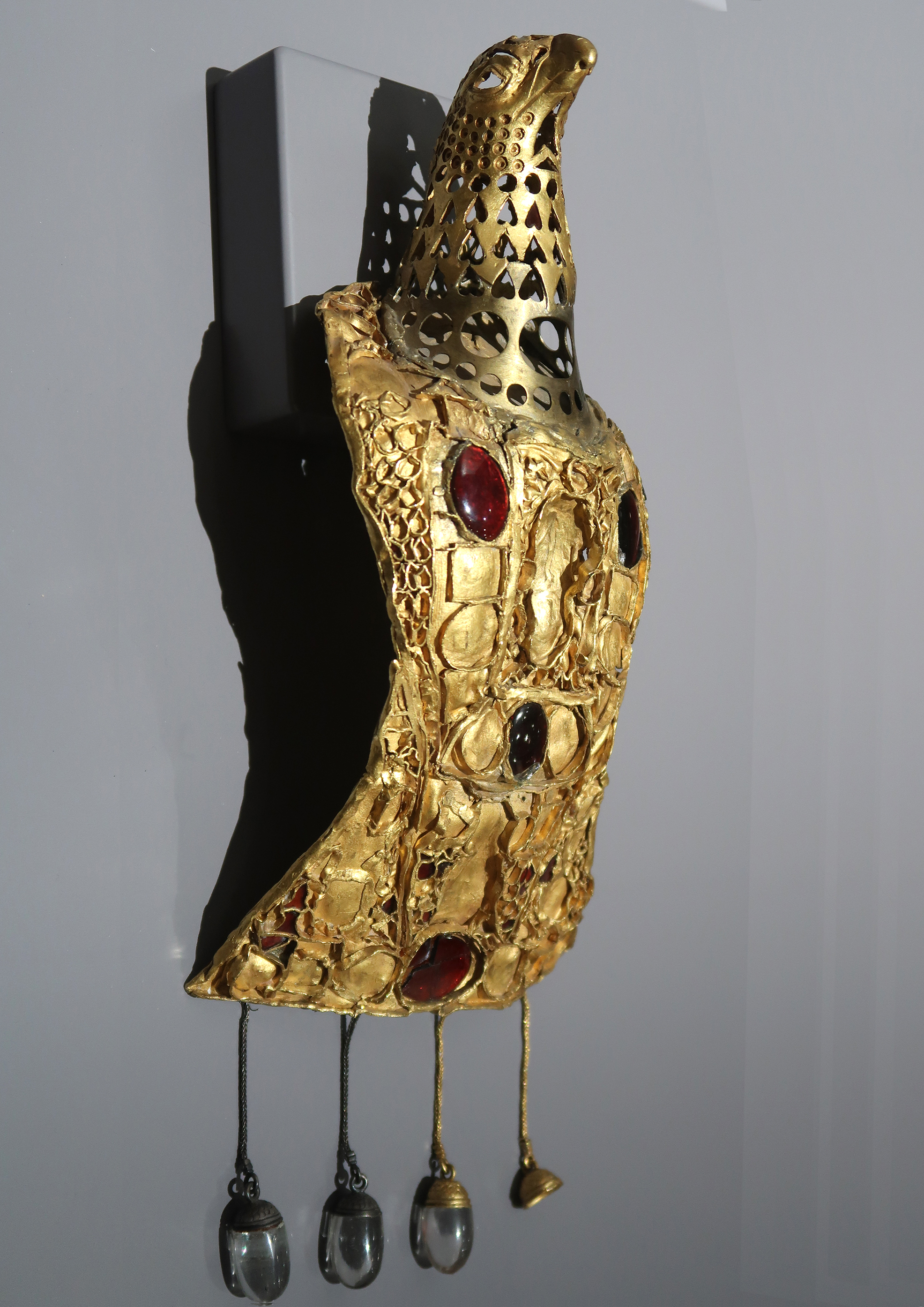
Stück aus dem Schatz von Pietroasele – ostgotische Adlerkopffibel